# 战国兰斯
《戰國蘭斯》是由ALICESOFT在2006年12月15日發售的戰略類型成人遊戲，蘭斯系列的作品之一。英文版由MangaGamer於2019年9月19日發售，2021年2月10日發售簡體中文版。後來陸續改編成漫畫和小說。

## 評價
2007年Getchu.com舉辦「2006年美少女遊戲排行」中獲得綜合第4名、劇本第6名、音樂第5名、影片第5名、角色上杉謙信第3名、系統第1名。2025年獲得萌系遊戲大賞2024的FANZA GAMES獎瀏覽器版（β）部門。

## 外部連結
- 官方網站 （页面存档备份，存于）（日語）
- 英文版官方網站 （页面存档备份，存于）（英文）